# Robert Alexy
Robert Alexy, född 1945, är en tysk rättsteoretiker. 
1978 publicerades Robert Alexys doktorsavhandling Theorie der juristischen Argumentation. År 2005 publicerades hans bok Begriff und Geltung des Rechts på svenska med titeln Rätten och rättvisan. Av förordet till denna svenska översättning framkommer att Alexy då var professor i offentlig rätt och rättsfilosofi vid Christian-Albrechts-Universität i Kiel.